# Чернишовка (Томський район)
Чернишо́вка (рос. Чернышёвка) — присілок у складі Томського району Томської області, Росія. Входить до складу Рибаловського сільського поселення.

## Населення
Населення — 15 осіб (2010; 13 у 2002).
Національний склад (станом на 2002 рік):
- росіяни — 85 %